# Mayerling
Mayerling är en by i förbundslandet Niederösterreich i Österrike. Byn tillhör Allands kommun i Badens distrikt. Den är belägen nära floden Schwechat i Wienerwald, 24 kilometer sydväst om Wien. 
Här utspelades Mayerlingdramat i januari 1889.